# Гроф де Лотреамон
Лотреамон, гроф де (фр. comte de Lautréamont, правим именом Isidore Ducasse, 4. април 1846 — 24. новембар 1870), француски песник.
О њему се само зна да је стигао из Монтевидеа у Париз, да је издавачу предао рукопис једног спева у прози, Малдодорова певања (Les Chants de Maldoror, 1869), и ускоро умро. Дело је загонетно у сваком погледу.
Тек се у следећем веку за њега сазнаје; надреалисти га поздрављају као чудесну изворну књигу. Са Садом, Лотреамон је најјасније осветлио реалност зла, свирепости и агресивности. Сјај језика исто је толико нов колико и материја која служи за опит.